# Angela en René
Angela en René is een Franse stripreeks die begonnen is in januari 1997 met Curd Ridel als schrijver en tekenaar.

## Albums
Alle albums zijn geschreven en getekend door Curd Ridel en uitgegeven door Le Lombard.
| Nummer | Titel                               |
| ------ | ----------------------------------- |
| 1      | Dikke maatjes                       |
| 2      | Het refrein is zwijn                |
| 3      | (Cochon qui s'en dédit)             |
| 4      | (Le goret vous salue bien)          |
| 5      | (De l'art ou du cochon)             |
| 6      | (Un groin tranquille à la campagne) |
| 7      | (A cochon, cochon et demi)          |
| 8      | (Qui vivra verrat)                  |
| 9      | Le porc tout gai                    |